# دانشگاه شاندونگ
دانشگاه شاندونگ یک دانشگاه دولتی جامع در شهر شاندونگ چین می‌باشد. این دانشگاه یکی از بزرگترین دانشگاه‌های چین است که توسط دولت چین حمایت می‌شود. دانشگاه شاندونگ دارای ۸ پردیس می باشدکه همه آنها به جزء ۲ پردیس در شهر جینان قرار ندارند. جدیدترین پردیس در شمال شرقی شهر چینگدائو قرار دارد. این پردیس در سپتامبر ۲۰۱۶ افتتاح شد و توسعه آن همچنان ادامه دارد. دانشگاه شاندونگ تمامی رشته‌های تحصیلات عالی که علوم انسانی، علوم و مهندسی و همچنین پزشکی را شامل می‌شود در مقاطع کارشناسی ارشد و دکتری ارائه می‌دهد. این دانشگاه دارای ۱۰۴ دورهٔ کارشناسی، ۲۰۹ دوره کارشناسی ارشد، ۱۲۷ دوره مرتبط با دکتری و ۱۵ دوره فوق دکتری به‌صورت آموزش از راه دور می‌باشد. علاوه بر این، دانشگاه شاندونگ ۷ برنامهٔ تخصصیِ کارشناسی ارشد در رشته‌های حقوق، مدیریت بازرگانی، مهندسی، پزشکی بالینی و دیگر رشته‌ها را دارا می‌باشد که دانشجویان بین‌المللی بسیاری که علاقه‌مند به تحصیل در چین هستند را در خود جای داده‌است. در سال ۲۰۱۹ تعداد دانشجویان مشغول به تحصیل در این دانشگاه ۴۴۹۰۷ دانشجو اعلام شده‌است که از این میان ۵۷٫۷ درصد را دانشجویان دوره کارشناسی و مابقی را دانشجویان کارشناسی ارشد و دکترا تشکیل می‌دهند.

## رنکینگ
دانشگاه شاندونگ در رتبه‌بندی دانشگاه‌های جهان CWUR در رتبه ۲۷۰ دانشگاه‌های جهان و یازدهم چین قرار گرفته‌است. در رتبه‌بندی کلی دانشگاهی در سال ۲۰۱۰ که توسط انجمن فارغ التحصیلان دانشگاه‌های چین انجام شده‌است، دانشگاه شاندونگ رتبه ۱۴ را در میان ۱۰۰ دانشگاه برتر چین از آن خود کرد. از لحاظ تدریس این دانشگاه رتبه یازدهم را کسب کرده‌است. برنامه‌های مهندسی دانشگاه شاندونگ توسط مرکز تحقیقات مدیریت و علوم در چین (در سال ۲۰۰۸) رتبه ۱۵را در سطح کشور به خود اختصاص داده‌است. در ۱۰سال گذشته، دانشگاه شاندونگ به‌طور مداوم در میان ۱۰دانشگاه برتر در سراسر کشور از نظر تعداد نشریات موجود در فهرست استناد علوم قرار گرفته‌است.
در رتبه‌بندی دانشگاه‌های جهان QS در سال ۲۰۲۰ این دانشگاه در رتبه ۴۶۸ جهان قرار گرفته‌است. همچنین بر اساس رتبه‌بندی مؤسسه تایمز در سال ۲۰۲۰ این دانشگاه در رده ۸۰۰–۶۰۱ دانشگاه‌های جهان قرار گرفته‌است.

## دانشکده
- دانشکده فلسفه و توسعه اجتماعی
- دانشکده اقتصاد
- دانشکده ادبیات
- دانشکده تاریخ و فرهنگ
- دانشکده ریاضیات
- دانشکده فیزیک
- دانشکده شیمی و مهندسی شیمی
- دانشکده علوم و مهندسی
- دانشکده علوم زندگی
- دانشکده علوم و مهندسی محیط زیست
- دانشکده مدیریت
- دانشکده مارکسیسم
- کالج آموزش بین‌المللی
- مرکز تحقیقات اقتصادی
- مؤسسه پیشرفته مطالعات کنفوسیوس (مؤسسه تاریخ و فلسفه ادبیات)
- دانشکده روزنامه‌نگاری
- دانشکده علوم سیاسی و مدیریت دولتی
- دانشکده حقوق
- دانشکده زبان‌های خارجی و ادبیات
- دانشکده هنرهای زیبا
- دانشکده علوم پایه پزشکی
- دانشکده پزشکی
- دانشکده بهداشت عمومی
- دانشکده دندانپزشکی
- دانشکده پرستاری
- دانشکده علوم دارویی
- دانشکده مدیریت بهداشت و درمان
- دانشکده مهندسی مکانیک
- دانشکده علوم و مهندسی کنترل
- دانشکده انرژی
- دانشکده مهندسی برق
- دانشکده مهندسی عمران
- دانشکده تربیت بدنی
- دانشکده علوم کامپیوتر و فناوری
- دانشکده میکروالکترونیک
- دانشکده علوم و مهندسی مواد
- دانشکده مهندسی مکانیک